# Association for the Promotion of the Status of Women
Association for the Promotion of the Status of Women (APSW) är en kvinnoorganisation i Thailand, grundad 1970. 
APSW grundades med namnet Promotion of Status of Women Group. APSW spelade en viktig roll i utvecklingen av den organiserade kvinnorörelsen i Thailand. Även om det inte var den första kvinnoorganisationen, så har den beskrivits som den första egentliga feministiska föreningen i Thailand. 
Den arbetar för lika rättigheter mellan könen, jämlikhet och kvinnors rättigheter. Den bildades för att öka kvinnors sociala, ekonomiska och politiska status, och för att skapa ett mer inkluderande samhälle. Genom olika typer av program, kampanjer och samarbeten strävar den för att motverka diskriminering, våld och öka medvetenheten och tillgången till fler möjligheter.